# Podișul Nistrului

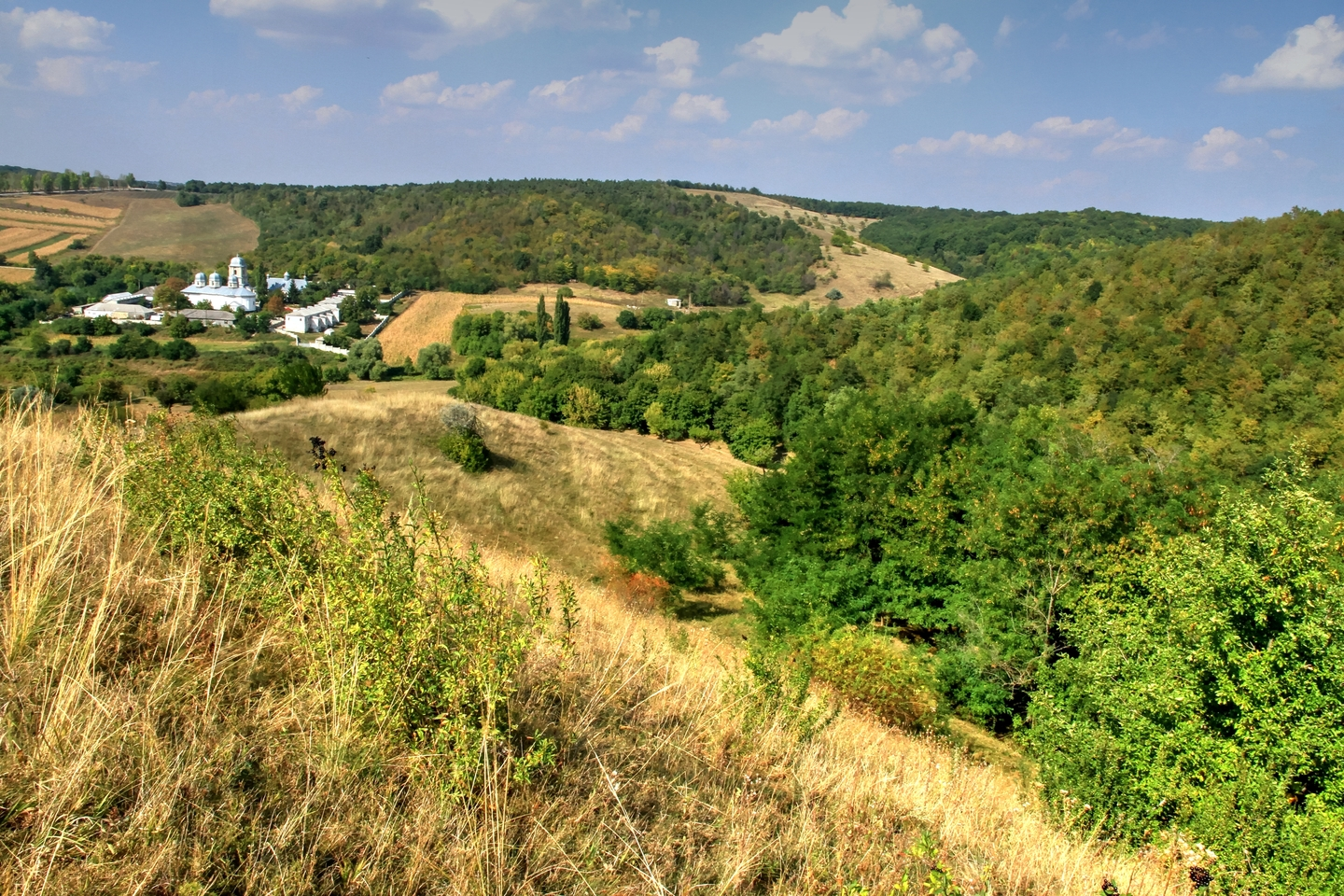
Peisaj din podiș, în imagine rezervația peisagistică Dobrușa și mănăstirea omonimă

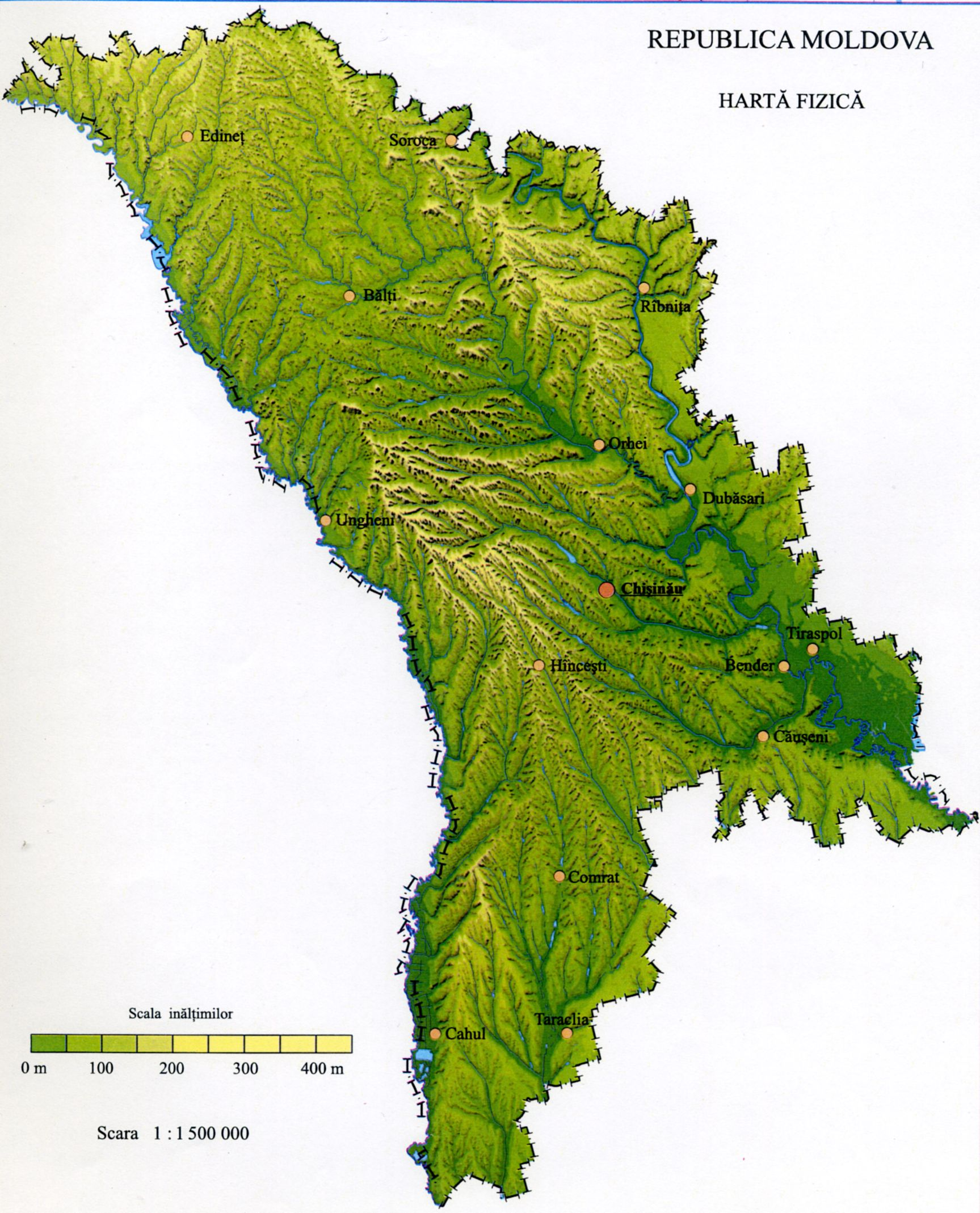
Harta fizică a Republicii Moldova

Podișul Nistrului reprezintă un teritoriu deluros, puternic fragmentat de o rețea deasă de văi și vâlcele adânci, ravene. Interfluviile au aspect de lanțuri de dealuri, pe alocuri sunt înguste și în formă de creste. Dintre numeroasele dealuri, ce au formă de cupole, cel mai înalt este Vădeni (347 m).
Au loc procese exogene de modelare precum:
- eroziune
- alunecări de teren
- procese carstice

## Legături externe
- Relieful Republicii Moldova